# ドリーミン・マン・ライブ '92
| 専門評論家によるレビュー | 専門評論家によるレビュー |
| レビュー・スコア         | レビュー・スコア         |
| 出典                     | 評価                     |
| ------------------------ | ------------------------ |
| AllMusic                 | [ 1 ]                    |
| Classic Rock             | [ 2 ]                    |
| Pitchfork Media          | (5.0/10)                 |

『ドリーミン・マン ライブ '92』（Dreamin' Man Live '92）は、2009年12月8日にリリースされたカナダ／アメリカのミュージシャン、ニール・ヤングのライヴ・アルバム。1992年のツアーで録音された『ハーヴェスト・ムーン』全10曲のアコースティック・ソロ・ライブを収録している。このアルバムはヤングのアーカイヴス・パフォーマンス・シリーズの第12巻で、リリースされたのは5作目である。当初は2009年11月2日にリリースされる予定だったが、1ヶ月以上延期され、2010年3月30日にレコード盤がリリースされた。

## 収録曲
全曲ニール・ヤング作
| #   | タイトル | 作詞 | 作曲・編曲 | 時間  |
| --- | --- | ---- | ---------- | ----- |
| 1.  | 「ドリーミン・マン（Dreamin Man）」(オレゴン州ポートランド、1992年1月24日)                                    |      |            | 5:03  |
| 2.  | 「サッチ・ア・ウーマン（Such a Woman）」(ミシガン州デトロイト、1992年5月20日)                                 |      |            | 4:59  |
| 3.  | 「ワン・オブ・ディーズ・デイズ（One of These Days）」(カリフォルニア州ロサンゼルス、1992年9月21日)            |      |            | 4:59  |
| 4.  | 「ハーヴェスト・ムーン（Harvest Moon）」(カリフォルニア州ロサンゼルス、1992年9月21日)                         |      |            | 5:26  |
| 5.  | 「ユー・アンド・ミー（You and Me）」(カリフォルニア州ロサンゼルス、1992年9月21日)                             |      |            | 4:01  |
| 6.  | 「フロム・ハンク・トゥ・ヘンドリックス（From Hank to Hendrix）」(カリフォルニア州ロサンゼルス、1992年9月21日) |      |            | 4:47  |
| 7.  | 「アンノウン・レジェンド（Unknown Legend）」(カリフォルニア州ロサンゼルス、1992年9月22日)                     |      |            | 5:31  |
| 8.  | 「オールド・キング（Old King）」(カリフォルニア州ロサンゼルス、1992年9月22日)                                 |      |            | 3:10  |
| 9.  | 「ナチュラル・ビューティー（Natural Beauty）」(イリノイ州シカゴ、1992年11月19日)                              |      |            | 11:26 |
| 10. | 「ウォー・オブ・マン（War of Man)」(ミネソタ州ミネアポリス、1992年11月22日)                                   |      |            | 6:27  |

## スタッフ
- ニール・ヤング - ヴォーカル、ギター、ハーモニカ、ピアノ、バンジョー、プロデュース
- ジョン・ハンロン - 制作